# Série 1800 da CP
A Série 1800 refere-se a um tipo de locomotiva a tracção diesel-eléctrica, que esteve ao serviço da antiga operadora Caminhos de Ferro Portugueses e da sua sucessora, a empresa Comboios de Portugal.

## História
Foram fabricadas pela casa English Electric em 1968, e montadas nas instalações da empresa Sociedades Reunidas de Fabricações Metálicas, tendo entrado ao serviço ainda nesse ano. Os seus primeiros serviços foram na Linha da Beira Alta, onde fizeram os serviços Sud Expresso, tendo sido posteriormente substituídas nestes comboios pelas locomotivas da Série 1960. Também circularam na Linha do Oeste, onde rebocavam comboios de mercadorias, e na Linha do Norte, e na década de 1990 estavam a fazer serviços na região Sul.
Em 2001, previa-se a desactivação das locomotivas desta série, iniciando-se com as que apresentavam avarias cujo custo de reparação fosse demasiado elevado; nesta época, encontravam-se todas ao serviço, salvo a 1801, que foi preservada com o esquema de cores original no Museu Nacional Ferroviário, e a 1807. Posteriormente, todas as unidades restantes ainda em circulação foram abatidas ao serviço.

## Descrição

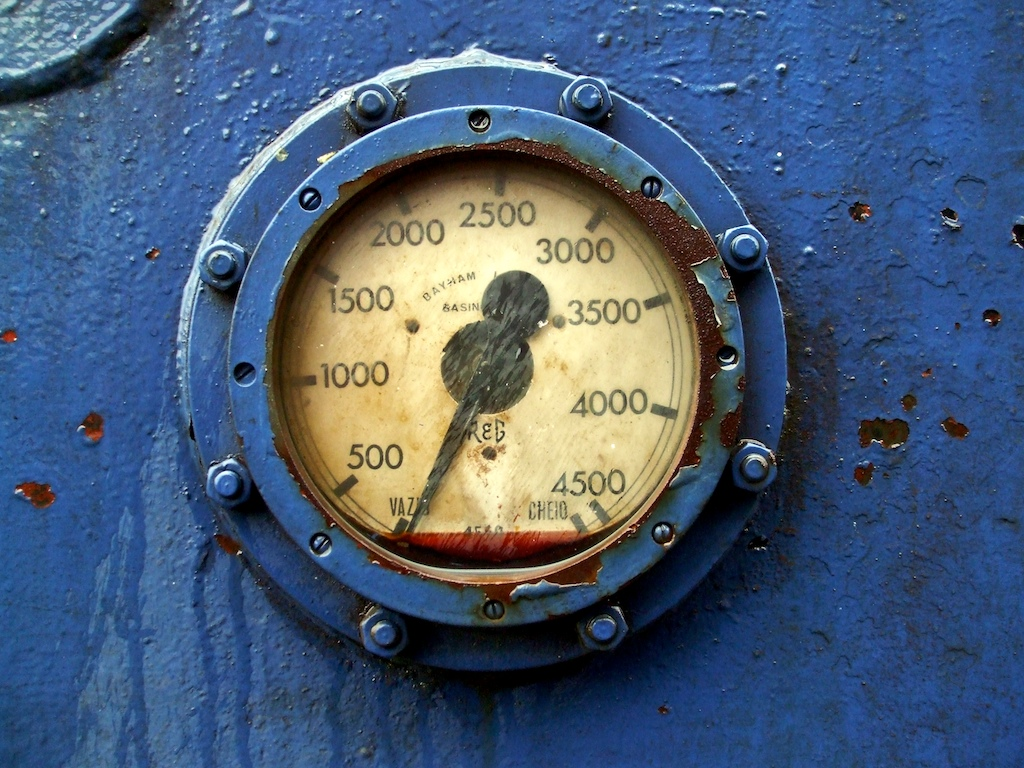
Detalhe da locomotiva número 1801.

Tinham uma velocidade máxima de 140 km/h, tendo sido as únicas locomotivas portuguesas a diesel capazes de atingir esta velocidade.
Correspondiam ao tipo LD 937 B da English Electric, sendo uma versão simplificada da Classe 50 dos Caminhos de Ferro Britânicos; a simplificação deu-se nos auxiliares de comando e controlo dos equipamentos, o que, de certa forma, acabou por melhorar estas locomotivas em relação às suas congéneres britânicas.
Foram as locomotivas mais potentes na frota até 1979, quando a Série 1960 entrou ao serviço.

### Ficha técnica
- Dados gerais
  - Ano de entrada ao serviço: 1968[3]
  - Natureza do serviço: Linha[4]
  - Bitola de via: 1668 mm[4]
  - Licença de construção: English Electric[4]
  - Número de unidades construídas: 10 (1801-1810)[4]
  - Potência nominal (rodas): 2022 Cv / 1509 kW[4]
  - Disposição dos rodados: co' co'[3]
  - Esforço de tracção:
    - No arranque: 26 513 kg / 260 kN (U=0,25)[4]